# Ivica Mornar
Ivica Mornar (Spalato, 12 gennaio 1974) è un ex calciatore croato, di ruolo di attaccante.

## Statistiche

### Cronologia presenze e reti in nazionale
| Cronologia completa delle presenze e delle reti in nazionale ― Croazia | Cronologia completa delle presenze e delle reti in nazionale ― Croazia | Cronologia completa delle presenze e delle reti in nazionale ― Croazia | Cronologia completa delle presenze e delle reti in nazionale ― Croazia | Cronologia completa delle presenze e delle reti in nazionale ― Croazia | Cronologia completa delle presenze e delle reti in nazionale ― Croazia | Cronologia completa delle presenze e delle reti in nazionale ― Croazia | Cronologia completa delle presenze e delle reti in nazionale ― Croazia |
| Data                                                                   | Città                                                                  | In casa                                                                | Risultato                                                              | Ospiti                                                                 | Competizione                                                           | Reti                                                                   | Note                                                                   |
| ---------------------------------------------------------------------- | ---------------------------------------------------------------------- | ---------------------------------------------------------------------- | ---------------------------------------------------------------------- | ---------------------------------------------------------------------- | ---------------------------------------------------------------------- | ---------------------------------------------------------------------- | ---------------------------------------------------------------------- |
| 23-3-1994                                                              | Valencia                                                               | Spagna                                                                 | 0 – 2                                                                  | Croazia                                                                | Amichevole                                                             | -                                                                      | 46’ 75’ 80’                                                            |
| 4-6-1994                                                               | Zagabria                                                               | Croazia                                                                | 0 – 0                                                                  | Argentina                                                              | Amichevole                                                             | -                                                                      | 51’                                                                    |
| 15-11-1995                                                             | Lubiana                                                                | Slovenia                                                               | 1 – 2                                                                  | Croazia                                                                | Qual. Euro 1996                                                        | -                                                                      |                                                                        |
| 13-3-1996                                                              | Zagabria                                                               | Croazia                                                                | 3 – 0                                                                  | Corea del Sud                                                          | Amichevole                                                             | -                                                                      | 82’                                                                    |
| 26-3-1996                                                              | Varaždin                                                               | Croazia                                                                | 2 – 0                                                                  | Israele                                                                | Amichevole                                                             | -                                                                      | 79’                                                                    |
| 10-4-1996                                                              | Osijek                                                                 | Croazia                                                                | 4 – 1                                                                  | Ungheria                                                               | Amichevole                                                             | -                                                                      |                                                                        |
| 28-2-2001                                                              | Fiume                                                                  | Croazia                                                                | 1 – 0                                                                  | Austria                                                                | Amichevole                                                             | -                                                                      | 69’                                                                    |
| 12-2-2003                                                              | Spalato                                                                | Croazia                                                                | 0 – 0                                                                  | Polonia                                                                | Amichevole                                                             | -                                                                      | 51’                                                                    |
| 30-4-2003                                                              | Solna                                                                  | Svezia                                                                 | 1 – 2                                                                  | Croazia                                                                | Amichevole                                                             | -                                                                      | 51’                                                                    |
| 20-8-2003                                                              | Ipswich                                                                | Inghilterra                                                            | 3 – 1                                                                  | Croazia                                                                | Amichevole                                                             | 1                                                                      | 51’                                                                    |
| 6-9-2003                                                               | Andorra la Vella                                                       | Andorra                                                                | 0 – 3                                                                  | Croazia                                                                | Qual. Euro 2004                                                        | -                                                                      |                                                                        |
| 10-9-2003                                                              | Bruxelles                                                              | Belgio                                                                 | 2 – 1                                                                  | Croazia                                                                | Qual. Euro 2004                                                        | -                                                                      | 12’                                                                    |
| 11-10-2003                                                             | Zagabria                                                               | Croazia                                                                | 1 – 0                                                                  | Bulgaria                                                               | Qual. Euro 2004                                                        | -                                                                      | 80’                                                                    |
| 15-11-2003                                                             | Zagabria                                                               | Croazia                                                                | 1 – 1                                                                  | Slovenia                                                               | Qual. Euro 2004                                                        | -                                                                      |                                                                        |
| 31-3-2004                                                              | Zagabria                                                               | Croazia                                                                | 2 – 2                                                                  | Turchia                                                                | Amichevole                                                             | -                                                                      | 51’                                                                    |
| 29-5-2004                                                              | Fiume                                                                  | Croazia                                                                | 1 – 0                                                                  | Slovacchia                                                             | Amichevole                                                             | -                                                                      | 71’                                                                    |
| 5-6-2004                                                               | Copenaghen                                                             | Danimarca                                                              | 1 – 2                                                                  | Croazia                                                                | Amichevole                                                             | -                                                                      | 51’                                                                    |
| 13-6-2004                                                              | Leiria                                                                 | Svizzera                                                               | 0 – 0                                                                  | Croazia                                                                | Euro 2004 - 1º turno                                                   | -                                                                      | 57’                                                                    |
| 17-6-2004                                                              | Leiria                                                                 | Croazia                                                                | 2 – 2                                                                  | Francia                                                                | Euro 2004 - 1º turno                                                   | -                                                                      | 90+2’                                                                  |
| 21-6-2004                                                              | Lisbona                                                                | Croazia                                                                | 2 – 4                                                                  | Inghilterra                                                            | Euro 2004 - 1º turno                                                   | -                                                                      | 51’                                                                    |
| 18-8-2004                                                              | Varaždin                                                               | Croazia                                                                | 1 – 0                                                                  | Israele                                                                | Amichevole                                                             | -                                                                      | 62’                                                                    |
| 4-9-2004                                                               | Reykjavík                                                              | Croazia                                                                | 3 – 0                                                                  | Ungheria                                                               | Qual. Mondiali 2006                                                    | -                                                                      | 89’                                                                    |
| Totale                                                                 |                                                                        | Presenze                                                               | 22                                                                     |                                                                        | Reti                                                                   | 1                                                                      |                                                                        |

| Cronologia completa delle presenze e delle reti in nazionale ― Croazia under 21 | Cronologia completa delle presenze e delle reti in nazionale ― Croazia under 21 | Cronologia completa delle presenze e delle reti in nazionale ― Croazia under 21 | Cronologia completa delle presenze e delle reti in nazionale ― Croazia under 21 | Cronologia completa delle presenze e delle reti in nazionale ― Croazia under 21 | Cronologia completa delle presenze e delle reti in nazionale ― Croazia under 21 | Cronologia completa delle presenze e delle reti in nazionale ― Croazia under 21 | Cronologia completa delle presenze e delle reti in nazionale ― Croazia under 21 |
| Data                                                                            | Città                                                                           | In casa                                                                         | Risultato                                                                       | Ospiti                                                                          | Competizione                                                                    | Reti                                                                            | Note                                                                            |
| ------------------------------------------------------------------------------- | ------------------------------------------------------------------------------- | ------------------------------------------------------------------------------- | ------------------------------------------------------------------------------- | ------------------------------------------------------------------------------- | ------------------------------------------------------------------------------- | ------------------------------------------------------------------------------- | ------------------------------------------------------------------------------- |
| 17-3-1993                                                                       | Varaždin                                                                        | Croazia under 21                                                                | 1 – 1                                                                           | Slovenia under 21                                                               | Amichevole                                                                      | -                                                                               | 50’                                                                             |
| 3-9-1994                                                                        | Pärnu                                                                           | Estonia under 21                                                                | 1 – 2                                                                           | Croazia under 21                                                                | Qual. Europeo Under-21 1996                                                     | -                                                                               |                                                                                 |
| 8-10-1994                                                                       | Zagabria                                                                        | Croazia under 21                                                                | 2 – 0                                                                           | Lituania under 21                                                               | Qual. Europeo Under-21 1996                                                     | -                                                                               | 51’                                                                             |
| 16-11-1994                                                                      | Caltanissetta                                                                   | Italia under 21                                                                 | 2 – 1                                                                           | Croazia under 21                                                                | Qual. Europeo Under-21 1996                                                     | -                                                                               |                                                                                 |
| 5-10-1995                                                                       | Varaždin                                                                        | Croazia under 21                                                                | 2 – 2                                                                           | Italia under 21                                                                 | Qual. Europeo Under-21 1996                                                     | 1                                                                               |                                                                                 |
| Totale                                                                          |                                                                                 | Presenze                                                                        | 5                                                                               |                                                                                 | Reti                                                                            | 1                                                                               |                                                                                 |

## Palmarès
- Campionato croato: 3

Hajduk Spalato: 1992, 1993-1994, 1994-1995
- Coppa di Croazia: 2

Hajduk Spalato: 1992-1993, 1994-1995
- Supercoppa di Croazia: 2

Hajduk Spalato: 1993, 1994
- Campionato belga: 1

Anderlecht: 2003-2004